# Gulagu.net
Gulagu.net (укр. «Гулагу — ні») — громадський гуманітарний проєкт, створений правозахисником Володимиром Осєчкіним у Росії у 2011 році. Основною діяльністю проєкту є протидія тортурам та корупції у російській виправній системі та захист прав ув'язнених у російських пенітенціарних установах .
У 2015 році засновник проєкту Володимир Осєчкін, а в 2021-му і основна команда емігрували до Франції, де продовжують роботу проєкту.

## Передісторія
Створювача проєкту Володимира Осєчкіна у Росії двічі обвинувачували у злочинах і позбавляли волі.
Уперше — на початку 2000-х років. Володимир Осєчкін, тоді ще студент юридичного факультету в Самарі, був заарештований за звинуваченням у вбивстві. З нього намагалися вибити зізнання, проте адвокат допоміг йому довести свою непричетність, і його звільнили після трьох місяців тримання під вартою.
Удруге — у 2007 році. У 2004 році Володимир Осєчкін, уже підприємець, відкрив свій автомобільний торговий центр «Бестмоторс» неподалік Красногорська в Московській області. У 2007 році місцевий Департамент економічної безпеки МВС розпочав перевірку автосалону, а сам Осєчкін дізнався, що проти нього планують порушити справу про шахрайство, але він може відкупитися, якщо дасть хабар. Володимир, будучи впевненим у чистоті свого бізнесу, відмовився. Тоді робітники МВС почали тиснути на співробітників салону, і ті погодилися продати кілька автомобілів «мимо каси». За це Володимир був звинувачений в економічних злочинах (за ст. 159 ч. 4, ст. 160 ч. 4 та ч. 3, та ст. 174-1 ч. 4 КК РФ).
Протягом майже двох років він перебував у Красногірському СІЗО, де проти нього застосовували протиправні дії (в результаті яких у нього погіршився зір і було вибито кілька зубів) з метою отримання від нього свідчень.
У 2010 році Осєчкін був засуджений до 7 років позбавлення волі, проте він постійно писав скарги на безчинства в ізоляторі та порушення його прав, а також на організаторів його ув'язнення (які врешті-решт були засуджені за отримання хабарів). Через рік був звільнений в рамках умовно-дострокового звільнення.
Проєкт Gulagu.net був створений у 2011 році, після звільнення Володимира Осєчкіна з ув'язнення.

## Діяльність проєкту

### Створення й робота вебсайту
Після звільнення Володимир вирішив довести справу до кінця і добитися арешту всіх співробітників правоохоронних органів, що залучені до корупційних схем, через які до в'язниці потрапляють безневинні люди. Однак нитки, на думку Осєчкіна, йшли до сім'ї генерального прокурора Юрія Чайки та інших високопосадовців, що перешкоджало розгляду справи.
Для протидії протиправним діям щодо обвинувачених та ув'язнених Володимир вирішив створити правозахисну організацію, яку назвав спочатку True-Justice. Net (пізніше перейменована на Gulagu.net), а також вебсайт corruption.ru (пізніше no-corruption.ru), щоб боротися із замовленими кримінальними справами.
Незабаром вебсайт перетворився на соціальну мережу для засуджених родичів, де вони мали змогу розповісти про протиправні дії щодо своїх близьких. Сайт почав швидко набирати популярність завдяки висвітленню проблем у великих ЗМІ та провалу реформи Федеральної служби виконання покарань, а також завдяки протестам у російських колоніях — у Башкирії, Челябінській області (колонії в Копейську) та інших. Багато справ стали відомі широкому загалу.

### Робота в Росії до еміграції
З 2013 року проєкт Gulagu.net працював над створенням системи захисту ув'язнених від тортур та загроз з боку силових органів .
У 2014 році Володимира Осєчкіна запросили в Державну думу до ради з розвитку громадського контролю.
Проєкт Gulagu.net доклав зусиль до розкриття масштабної та масової корупції у владних структурах РФ, перевищення повноважень співробітників Федеральної служби виконання покарань (ФСВП, рос. ФСИН), багатьох свідчень тортур у російських колоніях та СІЗО, діяльності «капо-розробників» та «пресхат», через які правоохоронні органи в Росії домагаються «вдячних» свідчень від ув'язнених.
У 2015 році внаслідок кампанії з дискредитації й переслідування з боку держорганів самому засновнику проєкту Володимиру Осєчкіну довелося емігрувати до Франції і продовжував керівництво діяльністю проєкту звідти. Але координатори Gulagu.net продовжували працювати у Росії ще близько шести років.
Одне з найгучніших розслідувань проєкту — тортури ув'язнених у Виправній колоній № 1 (ВК-1) Ярославської області. Низка інших розслідувань за тортурами:
- у колоніях Іркутської області[18]
- у ВК-11 Ставропольського краю[19]
- у ВК-14 Нижегородської області[20]
- у ВК-33 Хакасії[21]
- у ВК-13 Новосибірської області[22]
- у СІЗО-1 Володимира[23].

У 2021 році через посилення переслідувань основну команду координаторів проєкту було евакуйовано з Росії до Європи, звідки Gulagu.net продовжив свою роботу через Інтернет.

### Справа про катування засуджених у тюремній лікарні під Саратовом
2 вересня 2021 року на каналі Gulagu.net було опубліковано викривальне відео зі сценами спотвореного сексуального насильства над ув'язненими; за твердженням Осєчкіна, зйомка була зроблена в обласній туберкульозній лікарні № 1 (ОТБ-1) управління ФСВП по Саратовській області.
5 жовтня 2021 року Володимир Осєчкін повідомив, що проєкт Gulagu.net отримав першу частину секретного відеоархіву спецслужб, який складається з 40 гігабайт відеозаписів, фотографій та документів, що стосуються тортур та зґвалтувань у місцях ув'язнення. Як стверджувалося, дані були отримані від ув'язненого, який протягом п'яти років мав доступ до комп'ютерів, підключених до відомчої комп'ютерної мережі ФСВП у Саратовській ОТБ-1, де він весь цей час перебував.

Про випадки, зафіксовані в цьому архіві, Осєчкін сказав:
…це було організовано державою, посадовими особами ФСВП та ФСБ, які затверджували схеми тортур, які знімали це все, документували та архівували…, [жертв] потім шантажували, вербували, змушували співпрацювати з оперативним управлінням ФСВП та ФСБ, погрожуючи переведенням в касту "принижених.
Згодом стало відомо, що відеоархів ФСВП був отриманий від громадянина Білорусії Сергія Савельєва, засудженого в Росії за придбання наркотиків. У саратівській ОТБ-1 його неофіційно залучили до безкоштовної роботи у відділі безпеки як комп'ютерника.
22 жовтня 2021 на YouTube-каналі Ксенії Собчак за сприяння Gulagu.net вийшов спеціальний репортаж «Бомба на 100 гігабайт. Перше інтерв'ю з Сергієм Савельєвим, який викрав „тортуровий архів“ ФСІН».
У результаті було порушено п'ять кримінальних справ за фактами насильства в ОТБ-1, трьох співробітників управління ФСВП та начальника ОТБ-1 було звільнено.
Водночас Сергій Савельєв був оголошений російською владою у розшук у зв'язку з кримінальною справою про «неправомірний доступ до комп'ютерної інформації».

#### Список Савельєва
1 листопада 2021 року команда проєкту Gulagu.net спільно із Сергієм Савельєвим опублікувала 1-шу частину створюваного ними документального фільму «Список Савельєва», у якому розпочала оприлюднення конкретного переліку посадових осіб ФСВП Росії, яких за результатами свого розслідування команда проєкту Gulagu.net вважає причетними до тортурів. У перші 10 годин після публікації 1-шу частину фільму переглянуло понад 400 000 глядачів. Того ж дня у соціальній мережі Facebook засновнику проєкту Gulagu.net Володимиру Осєчкіну без попередження було заблоковано доступ до його профілю.
10 листопада 2021 року прокурор Саратовської області Сергій Філіпенко скасував постанову про порушення кримінальної справи стосовно Сергія Савельєва, який оприлюднив відео з тортурами в саратовській в'язниці.
19 листопада 2021 року команда проєкту Gulagu.net спільно із Сергієм Савельєвим опублікувала 2-гу частину документального фільму «Список Савельєва». У 2-й частині фільму показані особи та названі звання причетних до тортур в ОТБ-1, зазначені конкретні дати та час тортур, катувань та зґвалтувань, перевищення посадових повноважень із застосуванням спецзасобів та недбалості співробітників. На час публікації 2-ї частини фільму, кількість переглядів 1-ї частини вже перевищила 1 000 000.
25 листопада 2021 року президент Росії Володимир Путін своїм указом звільнив голову Федеральної служби виконання покарань (ФСВП) Олександра Калашнікова.

### Розслідування участі російських ув'язнених у бойових діях

#### Причетність НЗФ «ПВК Вагнера»
14 вересня 2022 року Володимир Осєчкін та деякі інші джерела опублікували на YouTube 6-хвилинне відео, на якому, як пояснює Осєчкін, знято, як власник незаконного збройного формування «ПВК Вагнера» Євген Пригожин отримує за протекцією генералів ФСБ та ФСВП доступ до російських колоній до ув'язнених, вербує та рекрутує їх на Російсько-українську війну на термін не менше шести місяців. На відео Пригожин у розмові з вербованими ув'язненими заявляє, що штрафні військові підрозділи, які комплектуються ним з ув'язнених російських виправних установ, скоюють на території України позасудові страти, у тому числі вбивають росіян та скоюють військові злочини щодо українців.
За даними правозахисників проєкту Gulagu.net, президент Росії Володимир Путін доручив Пригожину завербувати близько 20 тисяч засуджених.
18 вересня 2022 року шість членів Ради з прав людини при президенті Росії звернулися до Генпрокуратури з проханням роз'яснити, на яких підставах російські в'язні беруть участь у бойових діях в Україні. Крім того, портал RTVi опублікував статтю, присвячену публікаціям свідків Осєчкіна.

#### Показове вбивство Євгена Нужина
13 листопада 2022 року телеграм-канал Grey Zone, афілійований із ПВК Вагнера, опублікував відео з жорстокою розправою над ув'язненим Євгеном Нужиним. У ролику зв'язаний Нужин розповідає, що його нібито викрали з Києва під час його прогулянки вулицею, і тепер «судитимуть». Потім на відеозаписі Нужину кувалдою ламають шию і розбивають голову.
Раніше Євгена Нужина було завербовано в ПВК Вагнера в одній із російських в'язниць, де відбував покарання за вбивство, і відправлено на фронт в Україну у складі «штрафних військових підрозділів» Пригожина. На фронті Нужин, за деякими даними, зброї до рук не отримував і займався підсобними роботами та виносом із поля бою вбитих. На початку вересня він здався в полон українцям.
Після публікації відео з показовим вбивством набуло широкого розголосу, а на каналі «Пресслужба компанії „Конкорд“» було опубліковано коментар, у якому від імені власника ПВК Вагнера Євгена Пригожина відеозапис вбивства названо «прекрасною режисерською роботою», та додано, що вбивство було здійснено «справедливими людьми».
13 листопада 2022 року, після появи відео в інтернеті, Володимир Осєчкін на каналі Gulagu.net опублікував термінове інтерв'ю із синами ув'язненого Євгена Нужина, а також своє звернення до президента України Володимира Зеленського з проханням розібратися і прояснити ситуацію, яким чином російський ув'язнений Євген Нужин, який здався українцям, опинився в руках ПВК Вагнера, де потім був жорстоко вбитий.

#### Причетність Міністерства оборони РФ
20 листопада 2022 року на порталі Gulagu.net було опубліковано документальні свідоцтва про причетність Міністерства оборони Російської Федерації до вербування ув'язнених на Російсько-українську війну. У тому числі були опубліковані відеозаписи того, як «за рішенням верховного головнокомандувача ЗС Росії В. В. Путіна» ув'язнені, змушені внаслідок жорстокого поводження погодитися на участь у війні та підписання розписок про нерозголошення, прямують у супроводі конвоїв ФСВП та МО РФ на військовому транспорті в «табори злагодження», як-от показана на відео військова частина № 08807 під Луганськом.
У кількох інтерв'ю Володимир Осєчкін також заявив, що команда проєкту Gulagu.net отримала від своїх джерел документи, які свідчать про те, що роль Євгена Пригожина та ПВК Вагнера насправді другорядна і, по суті, є прикриттям для ЗМІ того факту, що тристоронній контракт в'язні підписують з ФСВП і з Міноборони РФ.
20 листопада 2022 року ведучий каналу «Популярна політика» Майкл Накі опублікував відеоінтерв'ю з журналістом та редактором «Медіазони» Дмитром Трещаніним про результати проведеного дослідження щодо кількості ув'язнених, завербованих МО РФ через Пригожина. Використовуючи виключно офіційну статистику РФ, «Медіазона» дійшла висновку, що Росія за кілька місяців вже відправила на війну близько 20 000 ув'язнених. Результати дослідження «Медіазони» підтвердили дані про відправлених на війну верховним головнокомандувачем ЗС Росії Володимиром Путіним 20 000 ув'язнених, які раніше наводили правозахисники проєкту Gulagu.net.

## Перешкоджання роботі проєкту
З 2014 року проти правозахисників проєкту Gulagu.net періодично проводяться кампанії дискредитації і вони переслідуються за свою діяльність.
У 2015 році у засновника та координаторів проєкту проходили обшуки, на засновника проєкту заведено нову кримінальну справу про шахрайство, внаслідок чого він був змушений емігрувати з Росії. Він оселився у Франції.
У 2020 році було прийнято заочне рішення про арешт Володимира Осєчкіна.
24 травня 2021 року Володимир Осєчкін заявив про призупинення координування проєкту та приховування всіх ПІБ на сайті, оскільки «не може більше ризикувати життям координаторів у Росії». Крім того, задля їхньої безпеки було прийнято рішення перевезти їх у безпечніше для правозахисної діяльності місце — до Європи. Проте, за його словами, сайт і гаряча лінія проєкту, як і раніше, працюватимуть.
29 липня 2021 року сайт проєкту Gulagu.net був заблокований на території Росії.
Прокуратура Саратовської області спочатку оголосила в розшук, потім припинила кримінальну справу проти програміста Сергія Савельєва, який передав правозахисникам Gulagu.net відеоархів із тортурами ув'язнених у системі ФСВП.
30 жовтня 2021 року стало відомо, що Роскомнагляд вимагав від YouTube заблокувати відео Gulagu.net із розповіддю колишнього ув'язненого іркутського СІЗО-1 Адама Гісаєва про побиття та інсценізацію самогубства, яким його піддавали. Причину блокування не вказано.
У листопаді 2021 року Facebook видалив обліковий запис засновника проєкту Gulagu.net Володимира Осєчкіна без пояснення причин. Сам Володимир пояснює це спробою тиску з боку російських спецслужб, який посилився після публікації секретного відеоархіву з тортурами.
12 листопада 2021 року МВС Росії повторно оголосило в розшук Володимира Осєчкіна.
8 лютого 2022 року Осєчкін повідомив, що йому стало відомо з декількох джерел про підготовку його вбивства.